# خوليو سيزار سوازو
خوليو سيزار سوازو (بالإسبانية: Julio César Suazo)‏ هو لاعب كرة قدم هندوراسي، ولد في 5 أكتوبر 1978 في لا سيبا في هندوراس. شارك مع منتخب هندوراس تحت 17 سنة لكرة القدم ومنتخب هندوراس لكرة القدم. أما مع النوادي، فقد لعب مع ريال إسبانيا ونادي ريد بل سالزبورغ ونادي فيكتوريا وهواتشيباتو.

## وصلات خارجية
- خوليو سيزار سوازو على موقع الاتحاد الدولي (مؤرشف)  (الإنجليزية)
- خوليو سيزار سوازو على موقع قاعدة بيانات كرة القدم.إي يو (الإنجليزية)
- خوليو سيزار سوازو على موقع ناشيونال فوتبول تيمز (الإنجليزية)
- خوليو سيزار سوازو على موقع Soccerway.com (الإنجليزية)
- خوليو سيزار سوازو على موقع عالم كرة القدم.نت (الإنجليزية)
- خوليو سيزار سوازو على موقع أوليمبيديا (الإنجليزية)